# Saint-Leu-Saint-Gilles
Saint-Leu-Saint-Gilles är en kyrkobyggnad i Paris, uppkallad efter de heliga Lupus av Sens (Leu) (död år 623) och Egidius (Gilles) (död år 720). Kyrkan, som är uppförd i gotisk stil, är belägen vid Rue Saint-Denis i Quartier des Halles i Paris första arrondissement. 

## Bilder

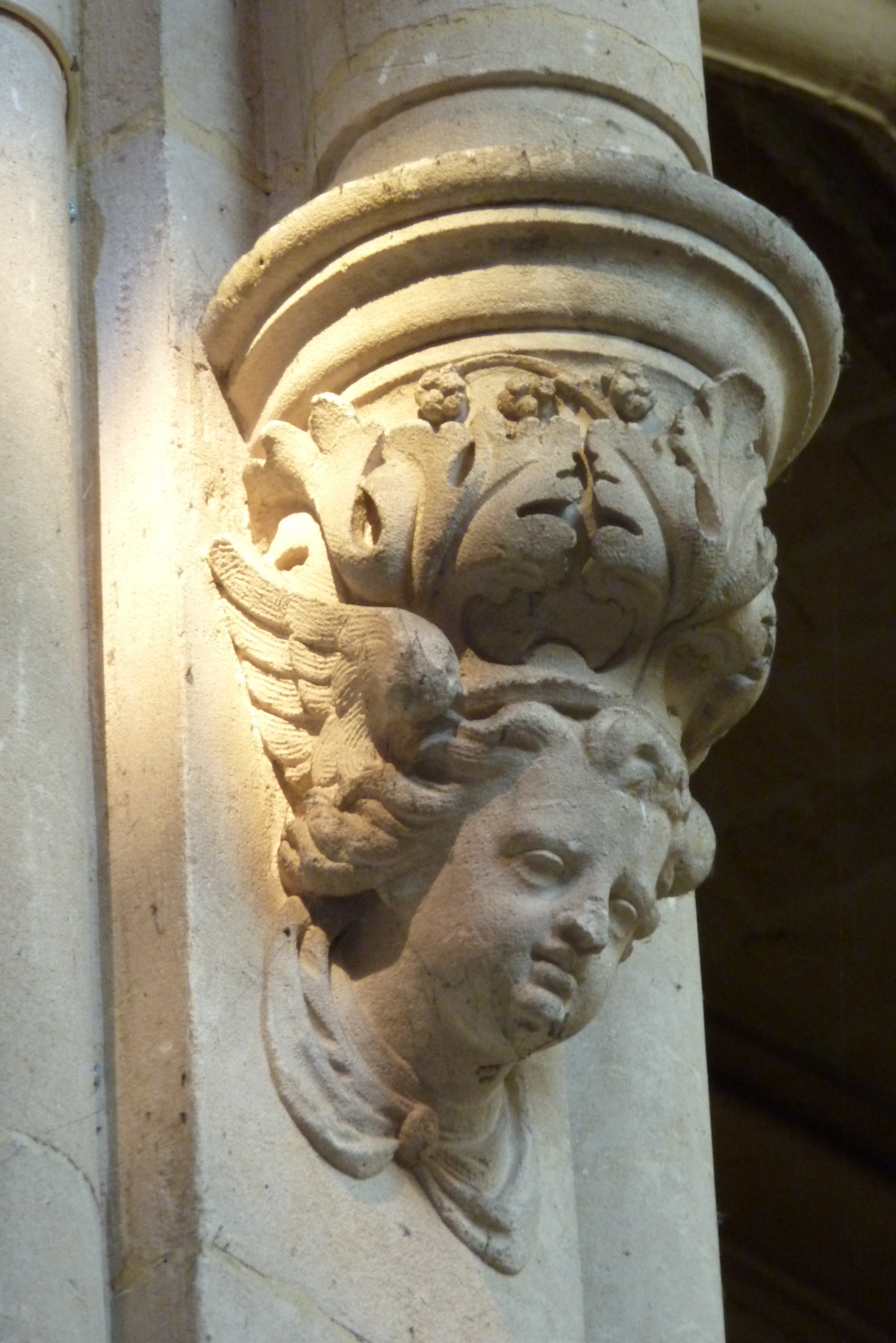
Konsol med änglahuvud.
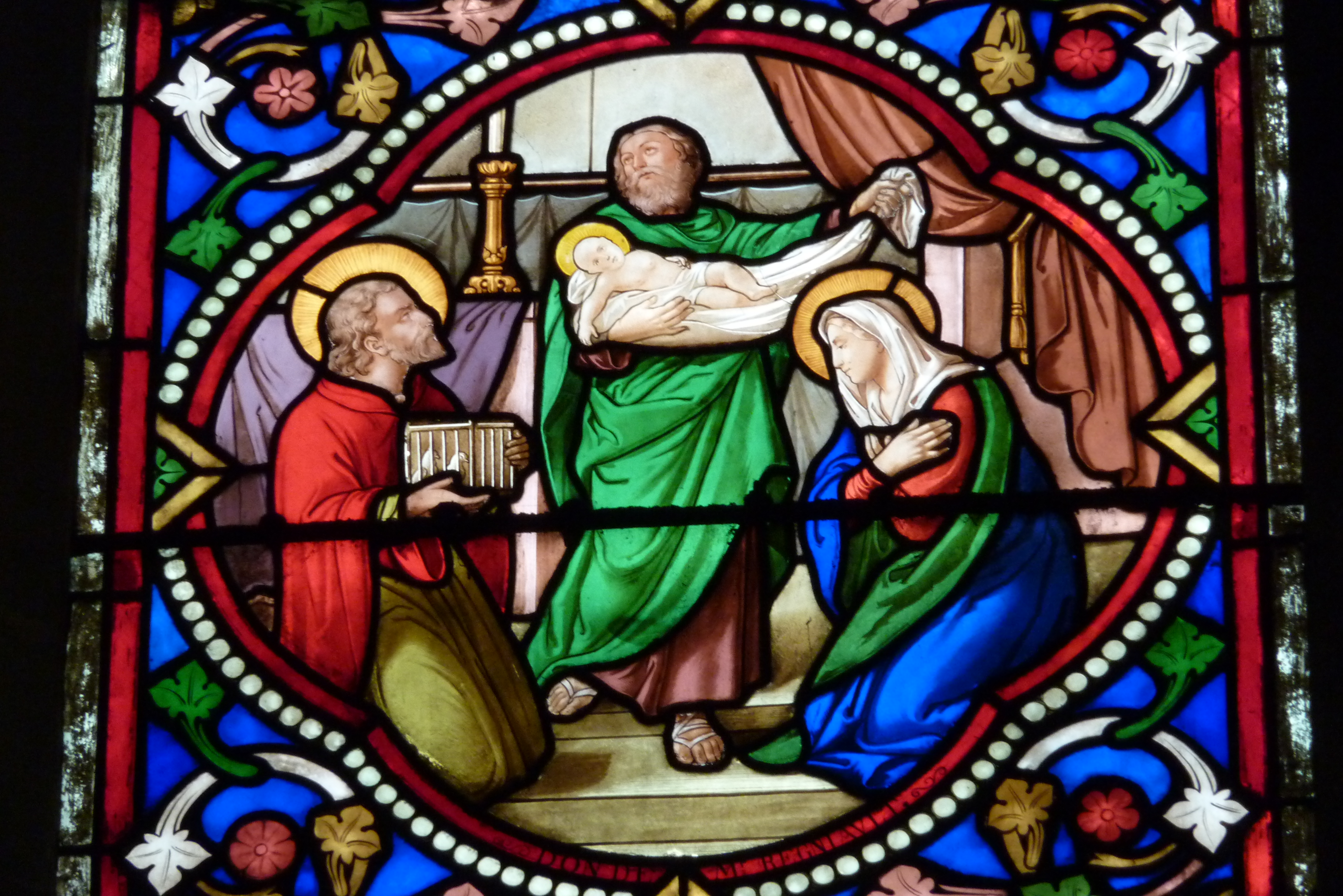
Jesu frambärande i templet, glasmålning från 1800-talet.